# Filipeo (Olimpia)

Plano del santuario de Olimpia. El Filipeo es el n.º 3.

El Filipeo (en griego: Φιλιππεῖον) era un edificio dentro del Altis de Olimpia. Estaba situado a la izquierda, en la salida junto al Pritaneo, en la parte más alta del Altis entre el Pelopio y el Hereo. Era un monumento circular de orden jónico de barro cocido con columnas a su alrededor.
Fue construido por Filipo II después de la Batalla de Queronea (338 a. C.) Albergaba las estatuas que Leocares esculpió de Filipo, Alejandro Magno, Amintas, Olimpia y Eurídice. Eran de oro y márfil.
Es la única estructura arquitectónica del Altis dedicada a humanos.

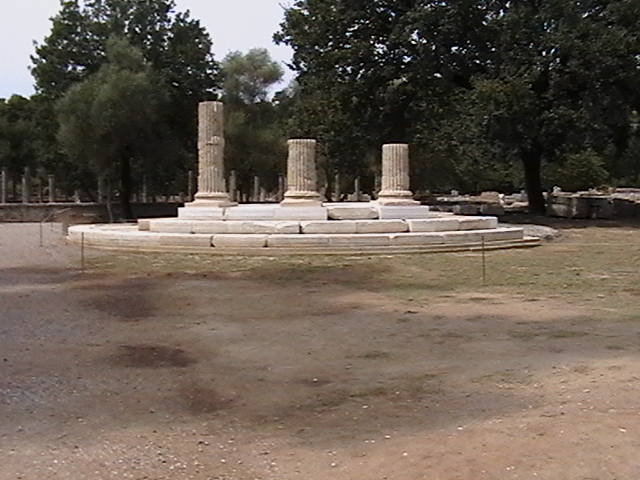
El Filipeo en Olimpia.
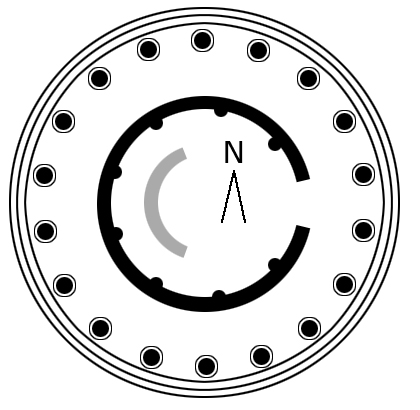
Planta del Filipeo.
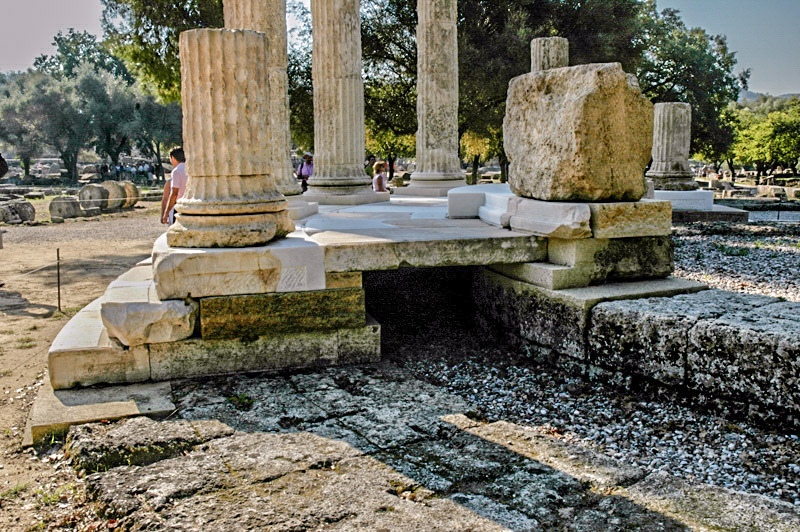
Vista detallada del Filipeo, mostrando la construcción del crepidoma.
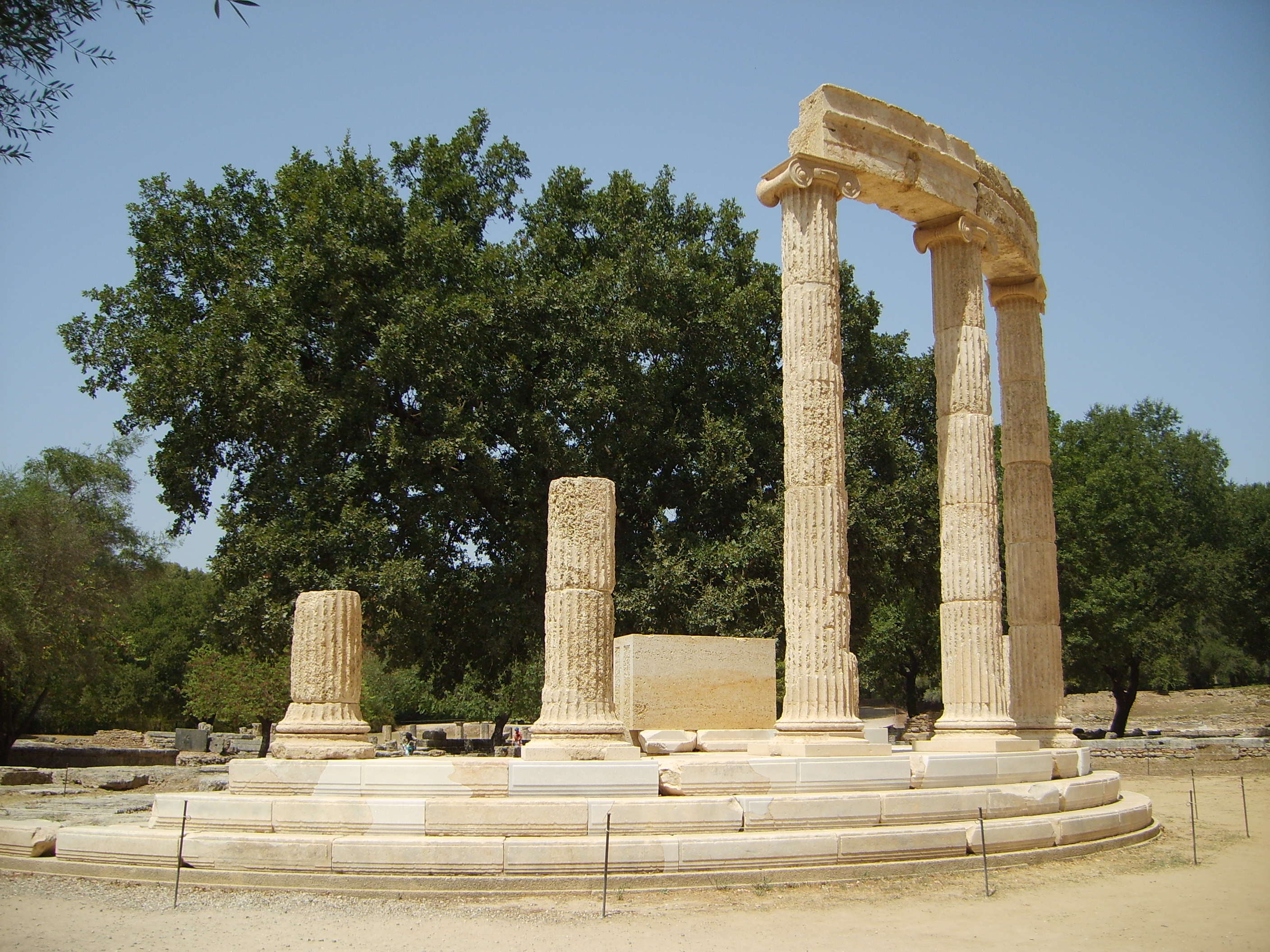
El Filipeo después de haber sido objeto de una reconstrucción.